# Llanberis
Llanberis est une communauté du nord du pays de Galles, auprès du lac de Llyn Padarn du Snowdonia.
Originairement la communauté a grandi à partir de l'industrie de l'extraction d'ardoise, mais après la fermeture des carrières, l'économie de la communauté s'est tournée vers le tourisme et la centrale électrique de Dinorwig.
De Llanberis on peut faire l'ascension du mont Snowdon, à pied ou par le Snowdon Mountain Railway.

## Llanberis dans art

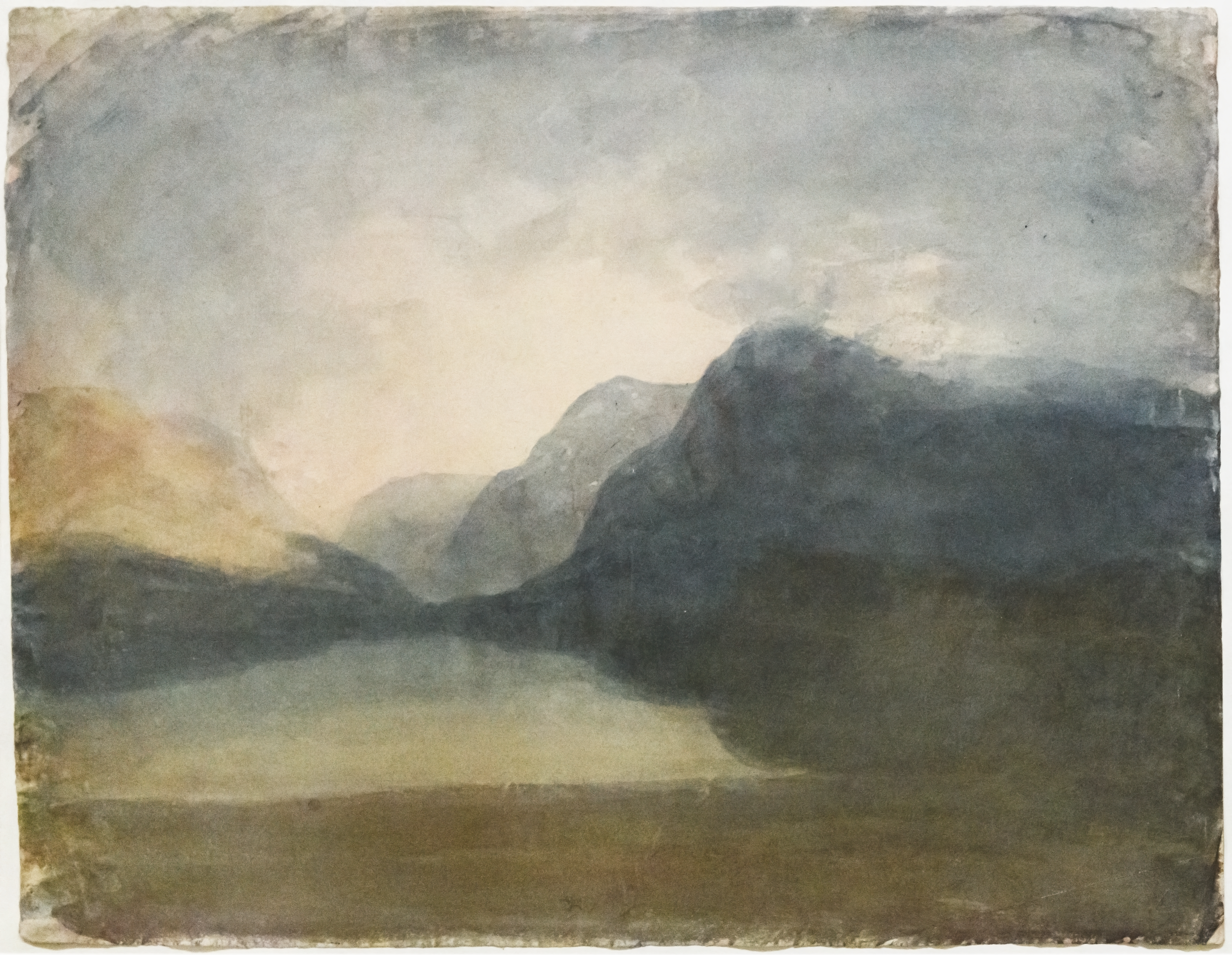
View across Llanberis Lake toward Snowdon c.1799-1800 - William Turner - Tate Britain